# Liste der denkmalgeschützten Objekte in Namlos
Die Liste der denkmalgeschützten Objekte in Namlos enthält die denkmalgeschützten, unbeweglichen Objekte der Gemeinde Namlos.

## Denkmäler
| Foto |                 | Denkmal | Standort                                        | Beschreibung | Metadaten |
| ---- | --------------- | --- | ----------------------------------------------- | --- | --- |
| ja   | Datei hochladen | Ortskapelle Mariahilf HERIS-ID: 55636 Objekt-ID: 64370 TKK: 24805                                                  | Kelmen (Kapelle Maria Hilf) Standort KG: Namlos | Die zweijochige Kapelle mit fünfseitigem Chor wurde um 1714 unter Einbeziehung gotischer Elemente erbaut. Sie hat ein leicht geschmiegtes Satteldach, darauf ein mit einer Zwiebelhaube bekröntes Glockentürmchen. Über der rechteckigen Eingangstür an der Giebelfassade gibt es ein Oculus, sonst unregelmäßig angeordnete Spitzbogenfenster. Innen Kassettendecken in Betraum und Chor, ein spitzbogiger Chorbogen und ein barocker Hochaltar. | BDA-Hist.: Q38066873 Status: § 2a Stand der BDA-Liste: 2025-06-30 Name: Ortskapelle Mariahilf GstNr.: .63 Kapelle Mariahilf (Kelmen)                                 |
| ja   | Datei hochladen | Kaplaneikirche hl. Martin mit Kriegerdenkmal u. Friedhof HERIS-ID: 55729 Objekt-ID: 64538 TKK: 24799, 33486, 33488 | Namlos 4, bei Standort KG: Namlos               | Der barocke, einschiffige Bau mit eingezogenem Chor mit 3/8-Schluss und einem östlich an den Chor angebauten barocken Turm mit schindelgedeckter Zwiebelhaube wurde 1714 erbaut, 1739 erneuert und 1751 geweiht. Zwischen 1855 und 1864 wurde das Langhaus verlängert. Im Osten ist eine Sakristei angebaut, im Westen gibt es eine niedrige Eingangshalle. Der vierjochige Saalraum hat ein Flachtonnengewölbe über einem umlaufenden Gesims. Die Deckenfresken mit Szenen aus der Martinslegende stammen von Toni Kirchmayr aus dem Jahr 1956 (bez.). Doppelempore im Westen. Die Orgel wurde 1890 von Franz Weber und Balthasar Pröbstl geschaffen. Die Glocken aus dem Jahr 1553 wurden von Gregor Löffler und seinem Sohn Elias gegossen. | BDA-Hist.: Q38067514 Status: § 2a Stand der BDA-Liste: 2025-06-30 Name: Kaplaneikirche hl. Martin mit Kriegerdenkmal u. Friedhof GstNr.: .1, 1 Kaplaneikirche Namlos |
| ja   | Datei hochladen | Widum HERIS-ID: 55728 Objekt-ID: 64537 TKK: 33487                                                                  | Namlos 4 Standort KG: Namlos                    | Das Pfarrhaus neben der Kirche ist ein zweigeschoßiger Bau aus dem 19. Jahrhundert. Das jeweils fünfachsige Gebäude hat ein Satteldach über einem giebelseitig erschlossenen Mittelflurgrundriss, an den Fenstern befinden sich zweiflügelige Fensterläden. | BDA-Hist.: Q38067506 Status: § 2a Stand der BDA-Liste: 2025-06-30 Name: Widum GstNr.: .2                                                                             |